# Fuzang
Fuzang (kinesiska: 富藏, 富藏乡) är en socken i Kina. Den ligger i den autonoma regionen Guangxi, i den södra delen av landet, omkring 220 kilometer öster om regionhuvudstaden Nanning.
Genomsnittlig årsnederbörd är 2 243 millimeter. Den regnigaste månaden är maj, med i genomsnitt 363 mm nederbörd, och den torraste är oktober, med 38 mm nederbörd.